# Backstreet Boys (album)
| Recensione | Giudizio |
| ---------- | -------- |
| AllMusic   |          |

Backstreet Boys è il primo album in studio del gruppo musicale statunitense Backstreet Boys, pubblicato il 6 maggio 1996 per l'etichetta Jive Records.

## Descrizione
Dopo il primo anno dalla formazione, nel quale si esibivano per lo più con delle cover e qualche inedito, nel 1994 i Backstreet Boys firmarono un contratto con la Jive Records. Decisivo fu l'incontro con i produttori svedesi Max Martin, Denniz PoP e Kristian Lundin, con i quali il gruppo incise le tracce del primo album a Stoccolma, dando inizio ad una fortunata collaborazione duratura e di successo, protrattasi con i successivi album. L'album di debutto ebbe un successo inaspettato in Europa e Canada, scalò infatti le classifiche, raggiungendo la posizione numero 1 in Austria, Canada, Germania, Svizzera e Ungheria, la posizione numero 7 nei Paesi Bassi e in Svezia, la numero 10 in Italia e la numero 12 nel Regno Unito.
Con l'album di debutto, i Backstreet Boys mostrarono la loro attitudine al R&B e al pop, nonché una buona predisposizione alla polifonia armonica a 5 voci.

## Tracce
1. We've Got It Goin' On – 3:52 (Denniz PoP, Max Martin, Herbie Crichlow)
2. Anywhere for You – 4:40 (Gary Baker, Wayne Perry)
3. Get Down (You're the One For Me) – 3:50 (Bülent Aris, Toni Cottura)
4. I'll Never Break Your Heart – 4:48 (Albert Manno, Eugene Wilde)
5. Quit Playing Games (With My Heart) – 3:52 (Max Martin, Herbie Crichlow)
6. Boys Will Be Boys – 4:06 (Veit Renn, Jolyon Skinner)
7. Just To Be Close To You – 4:49 (Tim Grant, Michael Gray)
8. I Wanna Be With You – 4:04 (Denniz PoP, Max Martin)
9. Every Time I Close My Eyes – 3:55 (Eric Foster White)
10. Darlin' – 5:31 (Timmy Allen, Nneka Morton)
11. Let's Have A Party – 3:49 (Mookie, Dave McPherson, Jeff Sledge, Kenyatta Galbreth, C.J. Trevett, Kenneth Gamble, Leon Huff)
12. Roll With It – 4:41 (Veit Renn, Jolyon Skinner)
13. Nobody But You – 3:03 (Denniz PoP, Max Martin, Herbie Crichlow)

Versione Canadese
In Canada, Anywhere for You, Let's Have a Party, e Nobody but You non furono inserite nell'album. Anywhere for You fu poi inserita nel secondo album Backstreet's Back nella versione canadese.
Versione limitata europea
Una versione limitata europea dell'album conteneva una bonus track:
1. Don't Leave Me

Versione olandese - edizione limitata
Nei Paesi Bassi, due remix furono aggiunti alla edizione limitata europea. Questa fu anche pubblicata in Belgio.
1. Don't Leave Me
2. We've Got It Goin' On (Marcus Radio Mix)
3. I Wanna Be With You (Amadin's Club Mix)

Edizione speciale europea
Ci fu una versione speciale europea dell'album che aveva una copertina nera e bianca e conteneva tutte le canzoni (oltre ai remix) pubblicate in una versione di quest'album.
1. Don't Leave Me
2. Give Me Your Heart
3. Lay Down Beside Me

Versione asiatica
In Asia, fu inserita una diversa bonus track:
1. Lay Down Beside Me one direction

Versione giapponese
Il Giappone ha avuto due bonus track a parte. Quest'album fu il più venduto tra tutte le versioni:
1. Lay Down Beside Me
2. Give Me Your Heart

Edizione limitata asiatica
Ci fu una edizione limitata anche per l'Asia che conteneva diverse bonus track e conteneva una versione acustica della hit Quit Playing Games che nella seconda parte del coro vedeva anche la partecipazione di Nick Carter; questa versione fu registrata più tardi anche nella versione originale dell'album:
1. Lay Down Beside Me
2. Get Down (DEZIGN Radio I)
3. Give Me Your Heart
4. Quit Playing Games (Acoustic Version)

Versione italiana
Quit Playing Games (With My Heart) fu registrata anche in Italiano col titolo di Non Puoi Lasciarmi Così, cantata da Howie Dorough, Kevin Richardson e AJ McLean. Questo album aveva la stessa tracklist, ma la traccia italiana fu inserita come primo brano.
Versione spagnola
La band registrò anche I'll Never Break Your Heart e Anywhere for You in Spagnolo, con i titoli Nunca Te Haré Llorar, e Donde Quieras Yo Iré rispettivamente. 
1. Nunca Te Haré Llorar
2. Donde Quieras Yo Iré

Versione filippina
Una versione dell'album con le versioni spagnole delle canzoni uscì anche nelle Filippine:
1. Lay Down Beside Me
2. Nunca Te Haré Llorar
3. Donde Quieras Yo Iré

Versione australiana
Una versione da collezione dell'album uscì in Australia, sottotitolata The Start of the Phenomenon, e conteneva diverse bonus track:
1. I'll Never Break Your Heart (Radio Edit)
2. Backstreet Boys Album Medley
3. Quit Playing Games (Versione Acustica)
4. We've Got It Goin' On (Markus' Deadly Vocal Hot Mix)
5. Don't Leave Me

## Classifiche

### Classifiche settimanali
| Classifica (1996-97) | Posizione massima |
| -------------------- | ----------------- |
| Australia            | 6                 |
| Austria              | 1                 |
| Belgio (Fiandre)     | 6                 |
| Belgio (Vallonia)    | 8                 |
| Canada               | 1                 |
| Europa               | 7                 |
| Finlandia            | 5                 |
| Germania             | 1                 |
| Malaysia             | 1                 |
| Norvegia             | 19                |
| Nuova Zelanda        | 15                |
| Paesi Bassi          | 7                 |
| Regno Unito          | 12                |
| Spagna               | 2                 |
| Stati Uniti          | 4                 |
| Svezia               | 7                 |
| Svizzera             | 1                 |
| Taiwan               | 1                 |
| Ungheria             | 1                 |

### Classifiche di fine anno
| Classifica (1996) | Posizione |
| ----------------- | --------- |
| Germania          | 5         |
| Classifica (1997) | Posizione |
| Australia         | 68        |
| Germania          | 21        |
| Stati Uniti       | 141       |
| Classifica (1998) | Posizione |
| Australia         | 55        |
| Stati Uniti       | 4         |
| Classifica (1999) | Posizione |
| Stati Uniti       | 12        |
| Classifica (2000) | Posizione |
| Stati Uniti       | 160       |